# HK169榴彈發射器
HK169是一款由德国武器生產公司黑克勒&科赫所設計和生產的單發式40毫米肩射型榴弹发射器，既是HK69榴彈發射器的後繼型亦是HK AG36附加型榴彈發射器的肩射型版本，發射40×46毫米低速榴彈。

## 配件
HK169的槍管可向側邊擺動、露出後膛以進行裝彈。尾部裝有來自HK G36突擊步槍的槍托，並可根據型號分為G36V的可折疊與伸縮式槍托與標準型G36的骨架式折疊槍托。最新型於底部的MIL-STD-1913戰術導軌裝有與M320榴彈發射器相同、而類似於HK MP7的開合式前握把。與該榴彈發射器旨在供軍隊和警察使用，射程為400公尺。

## 資料來源
1. ↑  . Soldier Systems. 2011-09-08  [2012-10-06] （英语）.
 （页面存档备份，存于） .   [2020-05-07]. 原始内容存档于2020-04-13.
2. ↑  Noman Khan. . HK169 40mm grenade launcher. Asian Defence News. 2012-08-04  [2012-10-06] （英语）.
 （页面存档备份，存于） .   [2020-05-07]. 原始内容存档于2014-07-11.

## 外部連結
- （英文）—Heckler & Koch :: Product Overview—169（页面存档备份，存于）
- （简体中文）—D Boy Gun World（槍炮世界）—AG36／GLM（AG-C） / HK169榴弹发射器（页面存档备份，存于）